# Анілінгус

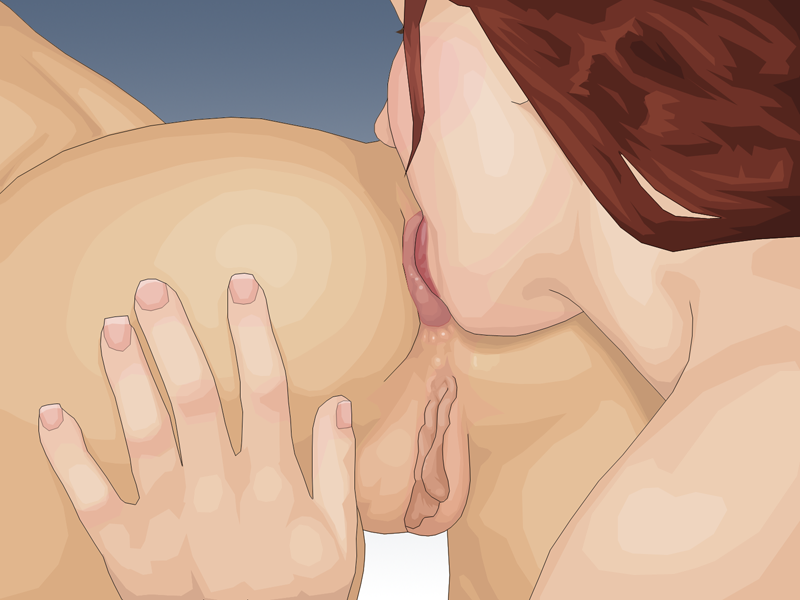
Анілінгус

Анілі́нгус (лат. anus — задній прохід + lingo — лизати; синоніми — анілінкція, римінг (англ. rimming) або не зовсім коректна назва аналінгус — сексуальна практика анального сексу, при якій використовується стимуляція задньопрохідної ділянки язиком або губами з метою досягнення статевого задоволення.

## Загальні відомості
Ділянка ануса у більшості людей є високо чутливою і важливою ерогенною зоною. Відповідно, стимуляція ануса викликає сексуальне збудження у представників обох статей, в результаті цього анілінґус практикують як для чоловіків, так і для жінок.
Мета даної сексуальної практики — отримання сексуального задоволення.
Анілінгус широко представлений в порнографії.
Існуючі упередження проти стимуляції ділянки заднього проходу засновані на тому, що протягом багатьох сторіч всі форми сексу, які не були спрямовані на виконання функції розмноження, розглядалися як гріх або перверсія. З іншого боку, в Західній культурі існує стереотип відношення до анусу як до брудної і неприємної речі.
Анілінгус не є окремою сексуальною практикою і використовується поряд з іншими формами сексуальних зносин, як правило оральних. Залежно від поставленої мети для досягнення необхідного рівня збудження використовують декілька варіантів анілінгуса, або комбінують їх навпереміну.
- Вилизування ділянки ануса. Ця техніка передбачає вилизування анального отвору і ділянки промежини. Як правило, використовується поряд з оральним контактом з геніталіями. Метод особливо підходить для збудження жінок, оскільки вульва і анус знаходяться в безпосередній близькості, і це дає можливість пестити обидві ерогенні зони.
- Введеня язика в анус. Ця практика має на меті введення язика безпосередньо в анальний отвір, після чого можливі рухи, які імітують фрикції, або промацування стінок прямої кишки язиком.

Цей метод, як правило, застосовують для підготовки до анального сексу, оскільки анілінгус дозволяє розслабити сфінктер і зволожити анус.

## Гігієна
В результаті практики анілінгуса можлива передача деяких інфекційних захворювань, таких наприклад як гепатит або герпес.
Також результатом анілінгуса може стати інвазія паразитів, зокрема аскаридоз, ентеробіоз, гіменолепідоз і т. д.
Перед практикуванням анілінгуса необхідно провести відповідні гігієнічні процедури, зокрема, промити геніталії і область ануса, ідеальний варіант — зробити клізму. В цілях гігієни рекомендується голити волосся навколо задньопрохідного отвору.
Для безпеки при риммінгу рекомендується використовувати латексні серветки.